# 16. divize tankových granátníků SS „Reichsführer SS“
16. SS-Panzer Grenadier Division „Reichsführer SS“ byla jedna z divizí Waffen-SS za druhé světové války. Byla zformována v listopadu 1943 ze Sturmbrigade Reichsführer-SS, ke které byly přiřazeny posily z řad Volksdeutsche.
Bojová skupina z divize se účastnila bojů během spojeneckého vylodění u Anzia, zatímco se zbytek divize podílel na okupaci Maďarska. V květnu roku 1944 byla kompletně převelena do Itálie, v únoru 1945 byla převelena zpět do Maďarska. Ke konci války se vzdala britským jednotkám poblíž města Klagenfurt v Rakousku.

## Válečné zločiny
Na podzim roku 1944 byly během protipartyzánských operací v Itálii zaznamenány tyto masakry civilního obyvatelstva:
- Dne 12. srpna 1944 bylo odhadem 560 obyvatel vesnice Sant'Anna di Stazzema zavražděno vojáky ze II./SS-Panzergrenadier Regiment 35, kterým velel SS-Hauptsturmführer Anton Galler. V roce 2005 bylo v nepřítomnosti odsouzeno 10 důstojníků a poddůstojníků k doživotním trestům.

- Během protipartyzánských operací od 29. září do 5. října 1944 zavraždili vojáci SS-Panzer-Aufklärungs-Abteilung 16 pod velením SS-Sturmbannführera Waltera Redera okolo 770 civilistů v oblasti měst Marzabotto, Monzuno a Grizzana Morandi. V roce 2007 bylo 17 bývalých důstojníků a vojáků souzeno v nepřítomnosti za největší masakry spáchané německými jednotkami v západní Evropě. Z těchto mužů bylo 10 odsouzeno k doživotním trestům a zbylých 7 bylo osvobozeno.

## Velitelé
Vrchní velitelé divize
- SS-Gruppenführer Max Simon (3. říjen 1943 – 24. říjen 1944)
- SS-Brigadeführer Otto Baum (24. říjen 1944 – 8. květen 1945)

Náčelníci štábu
- SS-Obersturmbannführer Albert Ekkehard (20. říjen, 1943 – 1. prosinec, 1944)
- SS-Obersturmbannführer Karl Gesele (1. prosinec, 1944 – 5. leden, 1945)
- Major Lothar Wolf (5. leden, 1945 – ? květen, 1945)

Proviantní důstojníci
- SS-Sturmbannführer Fritz Steinbeck (1. červenec, 1944 – 1. březen, 1945)
- SS-Hauptsturmführer Heinz Zabel (1. březen, 1945 – ? květen, 1945)

## Oblasti operací
- Jugoslávie (říjen, 1943 – únor, 1944)
- Itálie, Maďarsko (únor, 1944 – květen, 1944)
- Německo (květen, 1944 – červen, 1944)
- Itálie (červen, 1944 – prosinec, 1944)
- Maďarsko, Rakousko (prosinec, 1944 – květen 1945)

## Početní stavy divize
| Měsíc    | Rok  | Počet  |
| prosinec | 1943 | 12 720 |
| červen   | 1944 | 14 218 |
| prosinec | 1944 | 14 223 |

## Složení divize
- SS-Panzergrenadier Regiment 35 (35. pluk pancéřových granátníků SS)
- SS-Panzergrenadier Regiment 36 (36. pluk pancéřových granátníků SS)
- SS-Artillerie Regiment 16 (16. dělostřelecký pluk SS)
- SS-Panzer Abteilung 16 (16. pancéřový oddíl SS)
- SS-Flak-Abteilung 16 (16. oddíl protiletadlové obrany SS)
- SS-Panzer-Aufklärungs-Abteilung 16 (16. pancéřový průzkumný oddíl SS)
- SS-Sturmgeschütz-Abteilung 16 (16. oddíl útočných děl SS)
- SS-Pionier-Bataillon 16 (16. ženijní prapor SS)
- SS-Nachrichten-Abteilung 16 (16. zpravodajský oddíl SS)
- SS-Nachschub-Truppen 16 (16. zásobovací četa SS)
- SS-Wirtschafts-Bataillon 16 (16. hospodářský prapor SS)
- SS-Instandsetzungs-Abteilung 16 (16. opravářský oddíl SS)
- SS-Sanitäts-Abteilung 16 (16. sanitní oddíl SS)
- SS-Feldersatz-Bataillon 16 (16. polní náhradní prapor SS)
- SS-Feldgendarmerie-Kompanie 16 (16. rota polního četnictva SS)
- Div.Kampfschule 16.SS-Pz.Gren.Div (Divizní výcviková škola 16. pancéřové divize)
- Div.Begleit-Kompanie (Divizní doprovodná rota)